# Dalimänniskan
Dalimänniskan (大荔人; Dàlìrén) är ett fynd av en äldre stenålders-människa i Shaanxi i Kina. Dali (大荔; Dàlì) och också namnet på den arkeologiska utgrävningsplatsen för fyndet.
Fyndplatsen vid T’ienshuikou i Dali härad har grävts ut sedan fyndet gjordes 1978. Fyndet består av en fossil av ett mänskligt kranium med en volymen under 1 200 ml. Även en hel del stenverktyg har hittats. Dateringen av Dalimänniskan är osäker. Radiometrisk datering pekar mot 230 000 till 180 000 år före vår tid. men fyndet har även blivit daterad till 250 000 och 270 000 år före vår tid.
Dalimänniskan klassificeras vanligen som en arkaisk variant av Homo sapiens eller som en mellanform mellan Homo erectus och dagens människa. Det har även föreslagits att Dalimänniskan skulle vara en representant av Denisovamänniskan.